# Gustavo E. Campa
Gustavo E(milio) Campa (* 8. September 1863 in Mexiko-Stadt; † 29. Oktober 1934 ebenda) war ein mexikanischer Komponist.

## Leben und Wirken
Campa war Schüler von Julio Ituarte, Felipe Larios und Melisio Morales. Er gründete das Instituto de Música, das er gemeinsam mit Felipe Villanueva und Ricardo Castro Herrera leitete. Von 1907 bis 1913 war er Direktor, danach bis 1925 Professor für Komposition am Conservatorio Nacional de Música.
Er komponierte unter anderem die Oper El rey poeta (1901), die sinfonischen Stücke Berceuse und Lamento und den Marcha antigua. Daneben verfasste er auch Artikel und Musikkritiken.